# Erklärt Pereira (Film)
Erklärt Pereira ist ein Spielfilm von Roberto Faenza aus dem Jahr 1995. Es handelt sich um eine Verfilmung des gleichnamigen Romans von Antonio Tabucchi.

## Handlung
Der verwitwete Dr. Pereira lebt 1938 ein ruhiges Leben im Lissabon des konsolidierten Estado-Novo-Regimes, im Europa der erstarkenden faschistischen Diktaturen. Er ist Leiter der Kulturredaktion der Zeitung Lisboa und zufrieden, wenn er die Kulturseite mit Übersetzungen literarischer Werke füllen kann. Um im Ernstfall jeden verstorbenen Literaten angemessen würdigen zu können, stellt er den jungen Philosophen Monteiro Rossi ein, der gerade seine Dissertation zum Thema Tod abgeschlossen hat. Diese beeindruckte Pereira so sehr, dass er den Italiener Rossi Nekrologe im Voraus schreiben lassen will. Obwohl sich Rossi wie Pereira angesichts der immer härter werdenden alltäglichen Repressionen der Diktatur zunächst unpolitisch gibt, sind keine der abgelieferten Nachrufe in Pereiras Augen brauchbar, da sie das Lebenswerk der Dichter ausschließlich aus politischer Sicht beschreiben und bewerten. Pereira weigert sich, sich selbst oder die Nachrichten der Kulturseite politisch zu positionieren. Den Fall eines erschlagenen Kutschers, der nur protestieren wollte, ignoriert er ebenso, wie die Zerstörung eines Ladens, der Juden gehört, auch wenn ihn diese Nachricht persönlich bewegt: Auf der Reise in ein Thermalbad war er im Zug einer deutschen Jüdin begegnet, die ihn aufforderte, seine Stellung zum aktiven Handeln zu nutzen.
Nach seiner Rückkehr vom Kurzurlaub sucht ihn Monteiro Rossi auf. Sein Cousin Bruno, der in Spanien auf der Seite der Republikaner kämpft, ist in der Stadt, um heimlich Freiwillige zu werben. Monteiro Rossi will ihn bei Pereira unterbringen, doch dieser weigert sich. Er vermittelt Bruno jedoch in eine kleine Pension und hilft beiden Männern mit Geld aus. Wegen gesundheitlicher Beschwerden sucht Pereira für eine Woche eine Kuranstalt auf. Hier trifft er mit dem Arzt Dr. Cardoso zusammen, der ihn langsam dazu bringt, politisch zu denken. Er macht ihm auch klar, dass eine Zeitung nie unpolitisch sein kann, so sei Pereiras Vorgesetzter ein aktiver Unterstützer der Nationalsozialisten.
Zurück in Lissabon hat sich vieles geändert. Pereiras Telefonanschluss wurde verlegt, sodass jeder Anruf nun bei der mit einem Polizisten verheirateten Concierge landet, die eingehende Anrufe erst an Pereira vermittelt. Anrufe kann Pereira wiederum nun nur noch am Concierge-Tresen tätigen. Zudem sind Monteiro und Bruno untergetaucht, während Monteiros Freundin Marta eine neue Identität angenommen hat. Pereira erfährt von seinem Kellner Manuel und später auch von seinem katholischen Pater António, dass sich verschiedene Schriftsteller nach dem Luftangriff auf Gernika politisch positioniert hätten: François Mauriac verteidigte die Basken, Paul Claudel stellte sich auf die Seite des die Basken verurteilenden Vatikan und der Faschisten, während Georges Bernanos faschistische Massaker öffentlich machte und Franco verurteilte. Pereira entschließt sich, in der nächsten Ausgabe des Lisboa pro-französische Ausschnitte aus Bernanos’ Tagebuch eines Landpfarrers zu veröffentlichen, wofür er von Dr. Cardoso gelobt wird. Sein Chef jedoch kritisiert Pereira für seine Entscheidung und ordnet zukünftig eine erforderliche persönliche Freigabe der Kulturseite durch ihn an.
Bei Pereira erscheint der vollkommen entkräftete Monteiro Rossi. Er berichtet Pereira, dass Bruno verhaftet wurde. Pereira bringt ihn bei sich unter und verständigt Marta, dass ihr Geliebter sicher ist. Am anderen Ende der Leitung wird jedoch aufgelegt. Kurz darauf stürmt die politische Polizei Pereiras Wohnung. Monteiro Rossi wird zu Tode geprügelt, weil er Martas Aufenthaltsort nicht kundgeben will. Als sich Pereira empört, wird auch er geschlagen. Pereira handelt: Er verfasst einen Nachruf auf Monteiro Rossi, in dem er das Handeln der Polizei scharf anprangert und auf den Toten in seiner Wohnung aufmerksam macht. Der Nachruf endet mit einem Gruß an Marta und dem Hinweis, dass die Zeitung Monteiro Rossi gedenke. Der Drucker zweifelt, ob der Artikel von der Zensur freigegeben werde. Durch ein geschicktes Zusammenspiel von Pereira, Manuel und Dr. Cardoso, der am Telefon den Chef der Zensurbehörde spielt, gelingt es Pereira, den Artikel sogar auf Seite 1 der neuen Lisboa-Ausgabe drucken zu lassen. Noch am selben Tag packt er seine Sachen und flieht. Während er am nächsten Tag im Gedränge von Lissabon unerkannt die Stadt verlässt, werben die Zeitungsjungen bereits mit der Nachricht vom ermordeten Journalisten.

## Produktion
Erklärt Pereira wurde unter anderem in Lissabon gedreht. Der Film kam am 6. April 1995 in die italienischen Kinos und lief am 7. März 1996 auch in Portugal an. In Frankreich war er erstmals am 3. Juli 1996 zu sehen und wurde ab 19. September 1998 auch in den deutschen Kinos gezeigt.

## Synchronisation
| Rolle          | Darsteller           | Synchronsprecher |
| -------------- | -------------------- | ---------------- |
| Pereira        | Marcello Mastroianni | Wolfgang Hess    |
| Monteiro Rossi | Stefano Dionisi      | Pascal Breuer    |
| Dr. Cardoso    | Daniel Auteuil       | Gudo Hoegel      |
| Marta          | Nicoletta Braschi    | Irina Wanka      |
| Manuel         | Joaquim de Almeida   | Martin Umbach    |
| Mrs. Delgado   | Marthe Keller        | Viktoria Brams   |

## Kritik
Der Film überzeugte die Kritik durch die Geschichte eines bequem gewordenen, älteren Kulturmenschen, der durch die Lebensfreude eines jungen Widerständlers zu einer eigenen Haltung des Widerstands findet. Neben den atmosphärischen Bildern Lissabons war es vor allem die schauspielerische Leistung Mastroiannis, die dem Film gute Kritiken brachte. Der Film-Dienst nannte Erklärt Pereira eine „kongeniale Verfilmung eines Erfolgsromans“, die „anrührend inszeniert und stimmungsvoll fotografiert [sei]“ und „vor allem durch die herausragende Schauspielkunst Marcello Mastroiannis [fasziniert]“.

## Auszeichnungen
Bei den David di Donatellos 1995 gewann Marcello Mastroianni den David als bester Darsteller. In vier weiteren Kategorien wurde der Film für einen David nominiert: Für den besten Produzenten (Elda Ferri), für das beste Szenenbild (Giantito Burchiellaro), das beste Kostüm (Elisabetta Beraldo) und den besten Schnitt (Ruggero Mastroianni). Das Sindacato Nazionale Giornalisti Cinematografici Italiani vergab 1996 den Nastro d’Argento für das beste Szenenbild an Giantito Burchiellaro und nominierte Marcello Mastroianni als besten Darsteller für einen Nastro d’Argento.
Bei den Golden Globes Portugal wurde Joaquim de Almeida 1997 für einen Golden Globe als Bester Schauspieler nominiert.